# یوهان: بچه سرگردان
یوهان: بچهٔ سرگردان (نروژی: Yohan – Barnevandrer) فیلمی در ژانر خانوادگی به کارگردانی گرت سالومونسن است که در سال ۲۰۱۰ منتشر شد. از بازیگران آن می‌توان به دنیس استورهوی اشاره کرد. موضوع فیلم دربارهٔ یک کودک سرگردان در نروژ است.